# アラン・J・パクラ
アラン・J・パクラ（Alan J. Pakula, 1928年4月7日 - 1998年11月19日）は、アメリカ合衆国・ニューヨーク出身の映画監督、映画プロデューサー。

## 略歴
ポーランド系ユダヤ人の両親の元に生まれる。イェール大学で学んだ。
最初はワーナー・ブラザースのアニメ部門で働いていたが、パラマウント映画に移ってからプロデューサーとなり、『アラバマ物語』をプロデュースしてアカデミー作品賞にノミネートされる。
1969年、『くちづけ』で映画監督としてデビュー。
1975年の『大統領の陰謀』でアカデミー監督賞にノミネートされ、1982年の『ソフィーの選択』でアカデミー脚色賞にノミネートされた。サスペンス映画を得意とした。
1998年11月19日、ニューヨーク州ロングアイランドの高速道路で交通事故死した。70歳没。

## フィルモグラフィー
- 栄光の旅路 Fear Strikes Out (1957) 製作
- アラバマ物語 To Kill a Mockingbird (1962) 製作
- マンハッタン物語 Love with the Proper Stranger (1963) 製作
- ハイウェイ Baby the Rain Must Fall (1964) 製作
- サンセット物語 Inside Daisy Clover (1965) 製作
- 下り階段をのぼれ Up the Down Staircase (1967) 製作
- レッド・ムーン The Stalking Moon (1968) 製作
- くちづけ The Sterile Cuckoo (1969) 監督・製作
- コールガール Klute (1971) 監督・製作
- Love and Pain and the Whole Damn Thing (1973) 監督・製作
- パララックス・ビュー The Parallax View (1974) 監督・製作
- 大統領の陰謀 All the President's Men (1976) 監督
- 結婚ゲーム Starting Over (1979) 監督・製作
- 華麗なる陰謀 Rollover (1981) 監督
- ソフィーの選択 Sophie's Choice (1982) 監督・製作・脚本
- オーファンズ Orphans (1987) 監督・製作
- いくつもの朝を迎えて See You in the Morning (1989) 監督・製作・脚本
- 推定無罪 Presumed Innocent (1990) 監督・脚本
- 隣人 Consenting Adults (1992) 監督・製作
- ペリカン文書 The Pelican Brief (1993) 監督・製作・脚本[4]
- デビル The Devil's Own (1997) 監督